# 落下傘候補
落下傘候補（らっかさんこうほ）とは、主に地方区制の国政選挙や都道府県知事選挙で、その土地に地縁・血縁の無い人が立候補すること。または立候補したその人本人を指す言葉。

## 概説
落下傘候補を立てる目的としては、元中央官庁の上級官僚、各政党の公認を得た党の有力幹部、知名度のあるタレントらの擁立など当該選挙区（または当該選挙）の梃入れケースと、選挙区の候補者一本化の調節のための配置換えなどが多い。知らない土地から突如舞い降りてくるという落下傘（パラシュート）のようなイメージからこの名が付けられた。
一般に、落下傘候補はその土地にゆかりが無いため、対立候補や地元住民から「その土地の現状をよく把握していない候補者」としてしばしば非難の対象になる。落下傘候補は、選挙に必要な「三バン」のうち、特に地盤（後援会）が充実していない事例がほとんどである。
また、あまりにも急な立候補の場合は、候補者自身が当該選挙区（または当該選挙）での選挙権を有していない場合も珍しくない。実例として、兵庫県旧南光町において住民登録してから投票日まで3日間しかなく、選挙権がなかったにもかかわらず町長選挙に当選した山田兼三（日本共産党）などがいる。
なお、地方議会議員の選挙では、公職選挙法第10条により、選挙権を有していないと被選挙権を有さない規定があるため、投票日の3か月前までに引っ越した住民でなければ、立候補をすることができた事案はあるものの当選することはできない。1983年12月1日の最高裁の判決では、住民基本台帳で3か月以上当該住民として記録されているものであっても、現実に当該自治体の住所に居住していない者は地方議会議員の被選挙権を有さないとしている。

## 日本での実例
1996年衆院選では、日本共産党は東京や近畿に地盤のある現職議員や候補を東北・北関東・東海・中国・九州沖縄のブロックに割り振り、議席増を果たした。2020年現在での共産党の落下傘候補としては、福岡市出身で京都大学卒業ながら比例北陸信越ブロックから当選している藤野保史などがいる。
2005年衆院選では、郵政国会で衆議院本会議での採決時に、郵政民営化法案に反対した議員に対し、自由民主党の党公認を与えない上、刺客候補と呼ばれる落下傘候補を党議拘束に造反した衆議院議員に対して、自由民主党総裁小泉純一郎は小選挙区で漏れなく立候補させ、相当の成果を挙げた。

## 世界での例
現在イギリスの庶民院（下院）では、選挙区に土着した候補者よりも落下傘候補のほうが多くなっている。この体制は19世紀に問題化した腐敗選挙区、懐中選挙区を解消し、政党本位の選挙制度、二大政党制へ移行する過程でトーリー党（現・保守党）とホイッグ党（現・自由民主党）を中心に確立したとされる。
アメリカ合衆国では、19世紀まで存在した5分の3条項（下院議員・大統領選挙人定数の計算に使う人口を、奴隷は100人につき一般市民60人相当とする）により、南部各州の議員定数が多くなっていたため、南北戦争前後に南部へ乗り込む北部人（カーペットバッガー）が目立った。このため選挙法の見直しが行われ、選挙区において3か月以上住民でなければ、選挙区で立候補をすることが出来なくなった。現在では「カーペットバッガー」という英単語は、落下傘候補を指す侮蔑語として使われる。
ヘゲモニー政党制を採用する共産主義の国会においては、候補者は党中央の指名によって決まるため、選挙区に土着している必要がないので、全候補者が落下傘的に選挙区を割り当てられることがある。特に朝鮮民主主義人民共和国の最高人民会議では、選挙区がすべて数字で表記される上に、番号の付与も地続きではなく、詳細な立候補先選挙区も全て朝鮮労働党中央委員会によって恣意的に決まるため、最高幹部が毎回違う地域、選挙区番号で立候補し、信任投票となることも多い。